# Virtual Zone
Virtual Zone is een Belgische trance-act.
Virtual Zone werd geproduceerd door Patrick Kacmar. De groep behaalde 2 nummer 1-hits in Vlaanderen met Virtual Zone/Change U Mind in 1998 en Heaven in 1999.
Met de singles 'Soldiers' en 'Neutrino' werd Virtual Zone in 2016 nieuw leven ingeblazen.

## Discografie
| Single met hitnotering(en) in de Vlaamse Ultratop 50 | Datum van verschijnen | Datum van binnenkomst | Hoogste positie | Aantal weken | Opmerkingen |
| ---------------------------------------------------- | --------------------- | --------------------- | --------------- | ------------ | ----------- |
| Virtual Zone/Change U Mind                           | 1998                  | 19-12-1998            | 1               | 16           |             |
| Heaven                                               | 1999                  | 01-05-1999            | 1               | 15           |             |
| Into Temptation/You Don't Work It                    | 1999                  | 13-11-1999            | 4               | 14           |             |
| Looking For Love                                     | 2000                  | 14-10-2000            | 13              | 12           |             |
| Back From Beyond                                     | 2001                  | 31-03-2001            | tip4            |              |             |
| Reality                                              | 2001                  | 24-11-2001            | tip9            |              |             |
| Neutrino                                             | 2016                  |                       |                 |              |             |
| Give Me Your Hand                                    | 2016                  |                       |                 |              |             |
| Dark                                                 | 2018                  |                       |                 |              |             |
| into The Light                                       | 2019                  |                       |                 |              |             |